# Ponts de Courrière
Les ponts de Courrière sont trois ponts routiers de la N4 enjambant l'E411 à Courrière (Assesse).